# Franz Haindl
Franz Haindl, né le 9 mai 1879 à Kastl en Haute-Bavière et assassiné par les nazis le 30 janvier 1941 dans le centre d'extermination de Hartheim,, est un homme politique allemand.

## Biographie
Élevé dans la foi catholique, il grandit à Munich, où il est scolarisé. Après un « apprentissage commercial de trois ans », il travaille dans le commerce de gros à Munich avant de devenir commerçant itinérant. En 1911 il devient directeur commercial d'une usine à Nuremberg. En 1914 il reprend le grand magasin de ses parents à Altötting. Mobilisé en 1915 pour la Première Guerre mondiale, il est soldat sur le front occidental pendant vingt-sept mois.
Engagé à la Fédération paysanne bavaroise, il est élu au scrutin de liste député au Reichstag lors des élections législatives allemandes de mai 1924. Il siège durant la courte législature de mai à décembre 1924, puis est élu député de la circonscription Haute-Bavière-Souabe lors des élections de 1928, cette fois avec l'étiquette du Parti paysan allemand (de), pour la législature 1928-1930,. 
Patient à l'hôpital psychiatrique de Wasserburg am Inn en Bavière, il est victime du programme nazi d'extermination des malades mentaux. En janvier 1941, il est transporté au centre d'extermination de Hartheim, en Autriche, où il est assassiné par intoxication au monoxyde de carbone dans une chambre à gaz.